# Доња црква у Сремским Карловцима
Доња црква, тачније Српска православна црква Светих апостола Петра и Павла, је једна од најзначајнијих и највреднијих грађевина у старом језгру Сремских Карловаца, као Просторне културно-историјске целине изузетног значаја за Србију. Горња црква је посвећена Светим апостолима Петру и Павлу.

## Историја цркве
Доња црква се први пут помиње у једном запису 1599. године, а данашњи храм је изграђен на старим темељима 1719. године. Црква је каснијим обновама добила данашњи изглед. Петар I Петровић Његош је у овој цркви рукоположен за владику.

## Изглед цркве
Основа Доње цркве је у облику триконхоса, са једноставним фасадама у барокном стилу.
Спољна и унутрашња припрата су под сводовима. Наос је подељен на три травеја од којих је трећи под солејом, у виду плитког елиптичног свода са дубоким прозорским нишама.
Резбарија иконостаса припада неокласицизму: то су композитни стубови са гирландама, вазе над престоним иконама и дверима, уравнотежени и симетрични облици икона.

## Значај цркве
Доња црква је данас споменик културе под заштитом државе.
У порти Доње цркве се налази платан, који је данас под заштитом државе и представља велелепан природни споменик Сремских Карловаца.

## Галерија
- Поглед на цркву из ваздуха
- Двориште Доње Цркве у Сремским Карловцима
- Платан у дворишту цркве
- Платан у дворишту цркве
- Врата Доње Цркве у Сремским Карловцима
- Унутрашњост цркве
- Унутрашњост цркве